# Appias nephele
Appias nephele is een vlindersoort uit de familie van de Pieridae (witjes), onderfamilie Pierinae.
Appias nephele werd in 1861 beschreven door Hewitson.